# Radio Heimatklang
Radio Heimatklang ist ein Schweizer Radiosender für Volksmusik.

## Neo Zwei
Radio Heimatklang startete ursprünglich als Neo Zwei am 14. April 2008. Betreiberin war die Radio Emme AG, die auch für den Sender Neo 1 verantwortlich ist. Nebst 24 Stunden Volksmusik waren die Nachrichten von neo1 im Programm von neo zwei zu hören. Geschäftsleiter war Jüre Lehmann, verantwortlich für Moderationsleitung und Musikredaktion ist Annelies Wüthrich. Am 1. Februar 2012 übernahm Radio Heimatklang den Sendebetrieb mit eigens dafür gegründeten Radio Heimatklang AG.

## Sendegebiet
Der Sender ist in den Regionen Emmental, Solothurn-Langenthal sowie im Luzerner Hinterland auf den meisten Kabelnetzen zu empfangen. Weiter ist der Sender europaweit über Satellit (Eutelsat Hot Bird 13B) sowie über Internet empfangbar. Auf der Website von Radio Heimatklang finden sich zudem Nachrichten aus der Region sowie ein Veranstaltungskalender.